# رالف فينزيل
رالف فينزيل (بالإنجليزية: Ralph Wenzel)‏ هو لاعب كرة قدم أمريكية أمريكي، ولد في 22 يوليو 1918، وتوفي في 6 نوفمبر 2001 في ليكسينغتون في الولايات المتحدة.